# Łysaków (powiat mielecki)
Łysaków – wieś w Polsce, położona w województwie podkarpackim, w powiecie mieleckim, w gminie Czermin.
| SIMC    | Nazwa       | Rodzaj    |
| ------- | ----------- | --------- |
| 0647859 | Brnik       | część wsi |
| 0647865 | Budy        | część wsi |
| 0647871 | Leśniakówka | część wsi |
| 0647888 | Podmoście   | część wsi |
| 0647894 | Stawy       | część wsi |
| 0647902 | Wrzoski     | część wsi |
| 0647919 | Zadworze    | część wsi |

W latach 1975–1998 miejscowość należała administracyjnie do województwa rzeszowskiego.
Wzmiankowany w 1386 r. Zachowany układ przestrzenny wsi z XIV wieku. W okresie międzywojennym gmina Łysaków posiadała pieczęć ze znakiem tarczy strzeleckiej. Wieś obejmuje przysiółki: Baradziejówkę, Brnik, Budy, Leśniakówkę, Podmoście, Stawy, Wrzoski i Zadworze.